# 火天乡
火天乡，中华人民共和国湖南省岳阳市汨罗市已撤销的一个镇，位于汨罗市北部。

## 建制沿革
- 1956年，设麻塘乡。
- 1958年，属奋斗公社（后改桃林公社）。
- 1961年，析置火天公社。
- 1984年，改置火天乡。
- 2015年，与桃林寺镇、新塘乡成建制合并设立桃林寺镇。

## 行政区划
火天乡下辖11个行政村和园艺场，194个村民小组。
- 四塘村、高丰村、三桥村、石浒村、三龙村、周公村、静江村、杨家村、包山村、农科村、西塘村
- 园艺场